# Franco Selvaggi
Franco Selvaggi (Pomarico, 15 de maio de 1953) é um ex-futebolista profissional e treinador italiano que atuava como atacante.

## Carreira
Franco Selvaggi representou a Seleção Italiana de Futebol, na Copa do Mundo de 1982.